# Angioedem
Angioedemul (sau edemul Quincke) este o maladie, caracterizată de o inflamația rapidă (edem) a pielii, țesutului subcutanat, țesuturilor mucoase și submucoase. Este o boală similară urticariei. Numele acestei maladii, edem Quincke, provine de la numele medicului de medicină internă și chirurg german Heinrich Quincke. 
Poate fi observată o extravazare dermică (subcutanată sau submucoasă) de lichid, ce conduce la edem localizat. Eliberarea mediatorilor vasoactivi ai inflamației crește permeabilitatea vasculară. Cel mai frecvent sunt afectate tegumentele tractului gastrointestinal și a celui respirator. 
Angioedemul poate fi idiopatic sau indus de medicamente, alergeni (alimente), sau agenți fizici (vibrații, căldură). 

## Simptome
- Survine de sine stătător, sau în asociere cu urticaria în 50% din cazuri;
- De obicei nu provoacă prurit comparativ cu urticaria, dar poate determina senzația de arsură;
- Debutul este rapid; se remite în 72 de ore;
- Poate surveni ca o componentă a reacției anafilactice generalizate, potențial fatală;
- Apar semne ale edemului la nivel cutanat (fața, extremități, organe genitale);
- La nivel gastrointestinal se manifestă prin durere abdominală intermitentă inexplicabilă;
- La nivel respirator se poate asocia cu o reacție anafilactică generalizată, potențial fatală.

## Tratament
Cazurile în care angioedemul progresează repede ar trebui tratate precum urgențe medicale, întrucât pot fi obstrucționate căile respiratorii și se poate produce sufocarea. În cazul angioedemului alergic, epinefrina este considerată vitală. În cazul angioedemului ereditar, epinefrina nu are niciun efect. Pentru angioedemul acut se recomandă antihistaminice de primă generație. 

## Tipuri

### Idiopatic
Două categorii de engioedem rare sunt consecința deficienței inhibitorului de C1-esterază (C1 INH) la nivelul complementului și al sistemului kalicrein-kinină: 
- angioedemul ereditar
  - angioedem ereditar tip I (80-85%): cauzat de deficiența ereditară de C1-INH. Episoadele recurente de angioedem ce implică tegumentele și membranele mucoase sau mucoasa intestinală. Mortalitatea este de 25%.
  - angioedem ereditar tip II (15-20%): niveluri normale sau crescute de C1-INH nefuncțional;
  - angioedem ereditar tip III (foarte rar).
- angioedemul dobândit:
  - angioedemul dobândit tip I: distrucție crescută a  C1-INH. Apare la pacienții cu afecțiuni reumatologice și boli maligne limfoproliferative cu celule B, precum și leucemie, limfom cu celule T, mielom multiplu, crioglubinemie esenă.
  - angioedemul dobândit tip II: celulele B secretă autoanticorpi împotriva C1-INH, ducând la inactivarea acestuia.

### Indus
- Hipersensibilitate imunologică, asemănătoare reacțiilor la penicilină;
- Non-imunologic, asemănător reacției la AINS (aspirină);
- Inhibitorii enzimei de conversie a angiotensinei scad nivelurile de angiotensină II și stimulează producția de bradikinină, un vasodilatator puternic, cu apariția consecutivă a angioedemului. Poate surveni imediat, sau după mai multe luni.